# Rudskogen
Rudskogen är ett motorsportcenter i Rakkestads kommun i Norge, det har utsetts till nationellt motorsportcenter av norska Kulturdepartementet.
Centret består 2012 av en motorcykel- bilbana på 3 254 meter, Norges längsta gokartbana på 1 210 meter och ett område för enduro.
Formel 1-föraren Thierry Boutsen klippte snöret då den då 1 910 meter långa banan, invigdes 20 maj 1990. Rudskogen ägdes till att börja med av NMK Sarpsborg, trafikskolorna i Østfold, Rakkestads kommun och Norges Automobilforbund. Sedan tog bland andra den tidigare racerföraren Harald Huysman över och en gokartbana byggdes där det tidigare låg en speedwaybana. Banan byggdes sedan om och fick sin nuvarande utformning 2012. Vid nyinvigningen den 24–26 augusti 2012 var det första gången en officiell Formel 1-bil kördes på norsk asfalt.